# Hysan Development

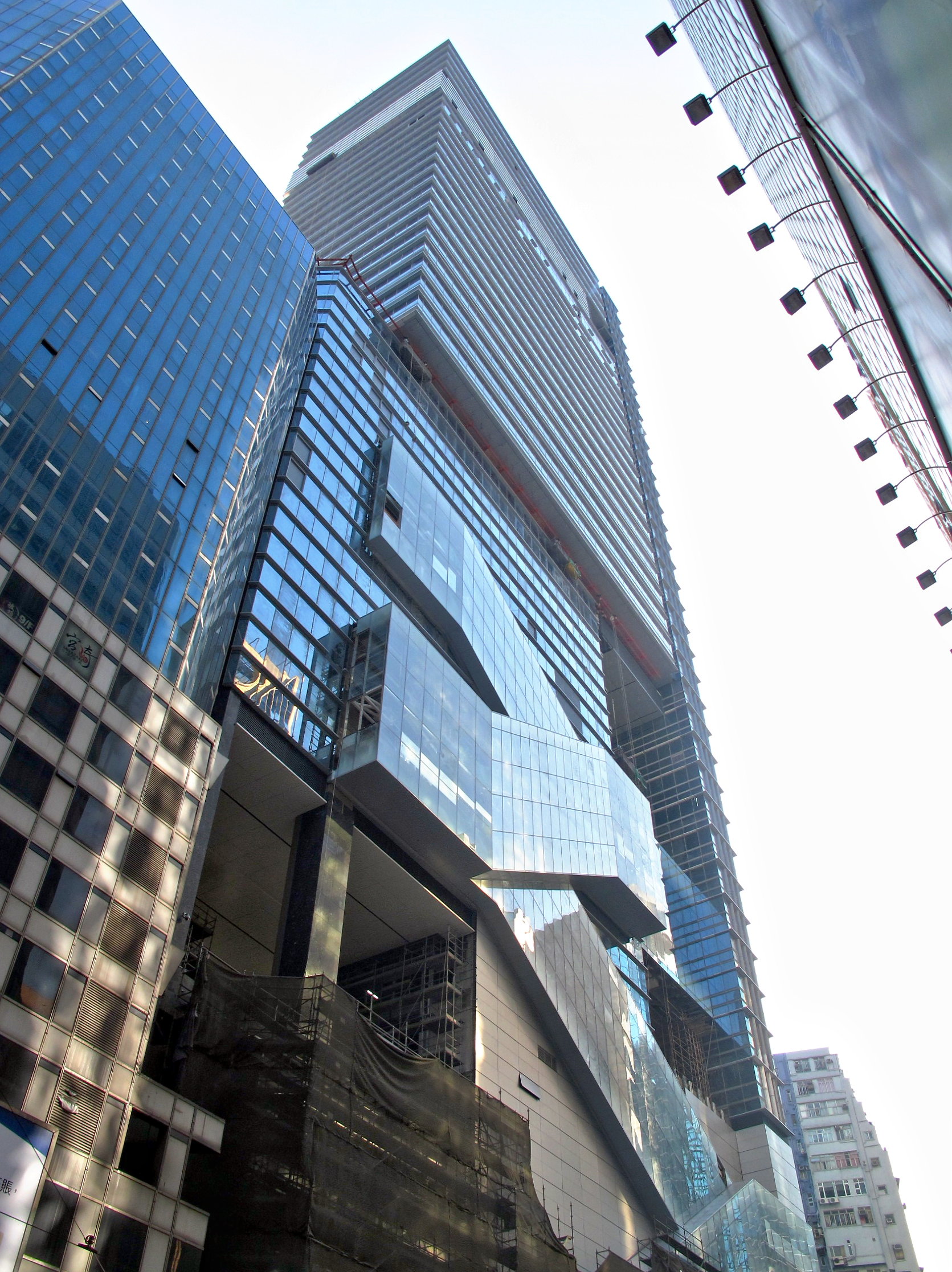
Hysan Place — флагман империи Hysan Development

Hysan Development (希慎興業) — крупный оператор недвижимости, базирующийся в Гонконге (штаб-квартира расположена в комплексе The Lee Gardens в районе Козуэй-Бей). Компания занимается инвестициями в недвижимость, сдачей в аренду и управлением торговыми, жилыми и офисными объектами. Основными владельцами являются представители семьи Ли (Лэй) — потомки основателя компании.

## История
Компания основана в 1923 году бизнесменом Лэй Хэйсанем (Ли Сишэнем), чья семья разбогатела на торговле опиумом. Лэй Хэйсань начал скупать землю в районе Ист-Пойнт, а сегодня компания Hysan Development является крупнейшим владельцем коммерческой недвижимости в районе Козуэй-Бей. С 1981 года котируется на Гонконгской фондовой бирже. По состоянию на 2014 год рыночная стоимость Hysan Development составляла более 4,6 млрд долл., продажи — почти 400 млн долл., в компании работало 0,6 тыс. человек.

## Структура
Крупнейшими активами компании в Гонконге являются:
- Офисно-торговый комплекс Hysan Place
- Офисно-торговый комплекс Manulife Plaza
- Офисно-торговые комплексы Lee Gardens One и Lee Gardens Two
- Офисно-торговый комплекс Sunning Plaza
- Офисно-торговый комплекс Lee Theatre Plaza
- Офисно-торговый комплекс One Hysan Avenue
- Офисно-торговый комплекс Leighton Centre
- Офисно-торговый комплекс 111 Leighton Road
- Офисно-торговый комплекс 18 Hysan Avenue
- Жилой комплекс Bamboo Grove
- Жилой комплекс Sunning Court

Среди дочерних компаний Hysan Development — Admore Investments Limited, HD Treasury Limited, Hysan (MTN) Limited, Hysan China Holdings Limited, Hysan Corporate Services Limited и Hysan Leasing Company Limited.